# Слов'янський фаховий коледж індустрії та фармації
Слов'янський фаховий коледж індустрії та фармації — навчальний заклад у Слов'янську, один із найстаріших в Україні. За роки існування технікум підготував понад 25000 фахівців для потреб народного господарства Донбасу, України, країн колишнього СРСР, а також Африки, Азії і Латинської Америки. Проводить ліцензовану освітню діяльність з підготовки фахівців хімічної та фармацевтичної галузей.
Розміщується в 2-х навчальних корпусах та лабораторному корпусі. На території технікуму є окремо розташовані будівлі гуртожитку та навчальних майстерень.
Здійснюється підготовка техніків за спеціальностями: хімічна технологія та інженерія, галузеве машинобудування, екологія, фармація. Є заочне відділення. До 1993 р. випускалися також фахівці аналітичної хімії і технології виробництва хімічних реактивів і особливо чистих речовин.

## Історія

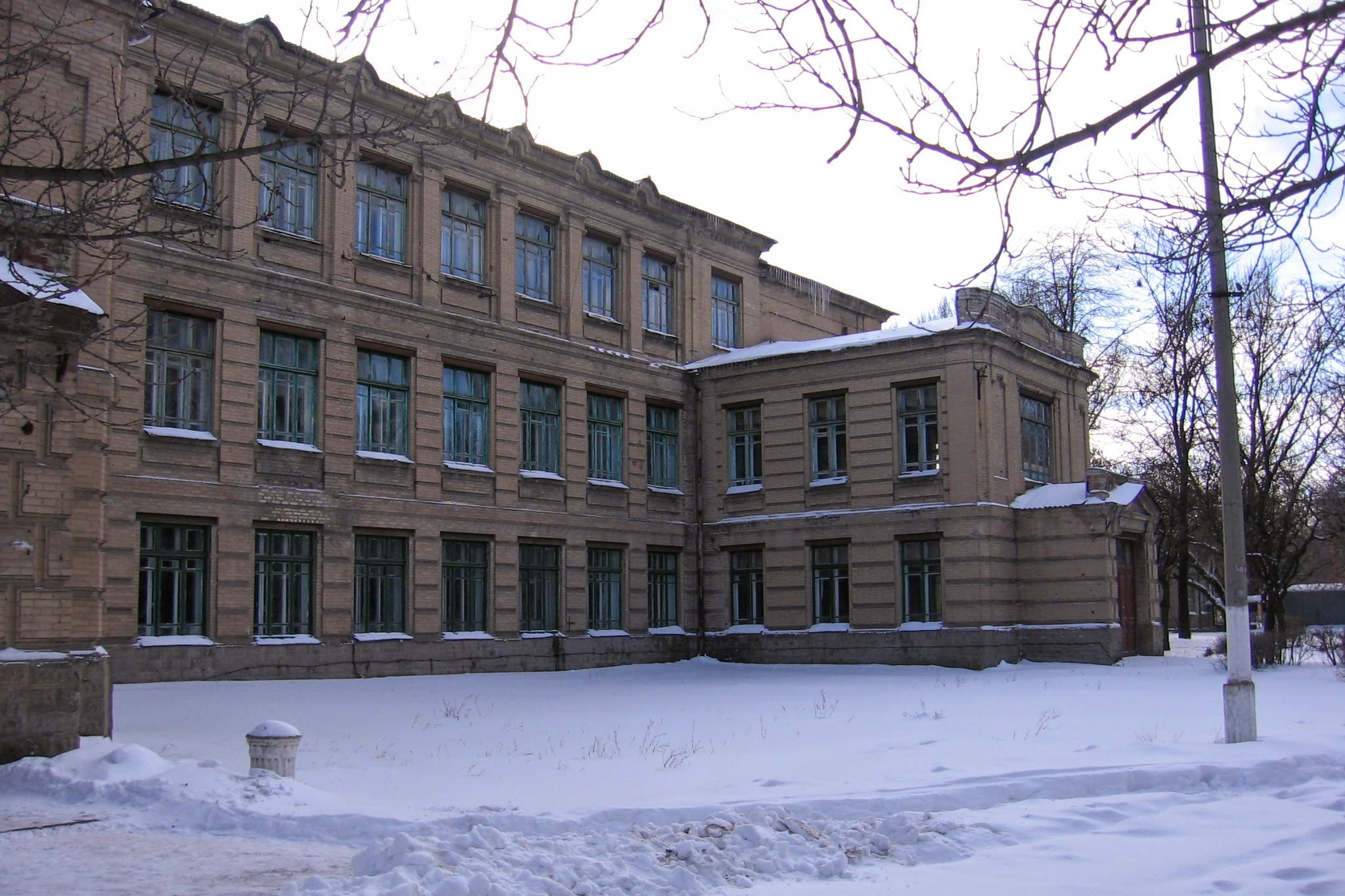
Старий корпус

Коледж бере початок від гірничозаводського училища, відкритого 1909 року міністерством Народної освіти Російської імперії. При ньому створили ремісничу школу з слюсарно-механічною та керамічною спеціальностями. 1911 року побудовано навчальний корпус, житловий корпус для співробітників та майстерні.
1917 року заклад став спеціальним середньотехнічним училищем за металургійною спеціальністю, а 1920 року — технікумом металургійної спеціальності на правах вищого навчального закладу. 1921 року технікум було перетворено на політехнічне училище з відкриттям будівельної спеціальності.
26 серпня 2022 року один із корпусів технікуму було частково зруйновано російським обстрілом.
У 2022 р. пройшла евакуація технікуму до м. Дніпро, туди ж перемістилися частина викладачів та співробітників технікуму. З березня 2022 року навчальний процес відбувається у дистанційному форматі.
З 10 березня 2023 року Слов'янський хіміко-механічний технікум  реорганізований у «Слов'янський фаховий коледж індустрії та фармації».

## Колектив
Основою основ технікуму завжди були люди — колектив викладачів і технічних працівників.
Викладачі А. В. Курдюмов, Кемарський С. М. пропрацювали в технікумі понад 40 років. Також дуже довго і сумлінно пропрацювала секретар технікуму Логунова А. В. і прибиральниця Боженко П. Я., викладачі Завадська В. М., Федоренко А. А., Пахомов А. В., Чалий А. А., Снежинский М. Д., Антонова В. А., Малиненко В.К., Маліков Ю. М., Клюшник Н. П., Борисова Р. Р., Стефановський Л. Н., Лапченко І. Н., лаборанти Холодкова П. С., Богданова Л. Д., зав. бібліотекою Зусманович Б. Л., Оладенко Л. А.

Раніше працювали викладачами випускники технікуму: Завадська В. М., Федоренко А. А., Макушев Ст. Ст., Зенько Д. Д.
У технікумі працюють викладачі вищої категорії, викладачі-методисти, кандидати наук, у їх числі колишні студенти технікуму: Камнєва В. Б., Камнєв М. М., Олійник В. В., Синицька А. В., Русанов Є. Г., Пестрецова Л. В.

## Випускники
Більше 300 випускників успішно працювали на Слов'янському содовому комбінаті: Зайцев, Харків, Кущів, Баранецький, Гвинтик, Василенко, Шпаківська та ін. Працювали начальниками виробництва на «Машчермете» Айрапетов, Панасенко, Пономаренко, гол.конструкторами — Серьогін, Шехтер, КБ — Марло, Найда, Зайців. Професори, доктори наук Кравченко і Сьомін, генерал-лейтенант Шутіков, лауреат Сталінської премії Іваницький, працівник Міністерства закордонних справ Чорних, Герой Радянського Союзу Лизенко Н. Р., Герой Радянського Союзу — Брисев Ф. Я.

Серед випускників технікуму — державні діячі, лауреати премій, герої Радянського Союзу, директори, головні інженери підприємств: Ступак А. В. — заступник міністра хімічної промисловості; Новак Л. В. — почесний громадянин м. Слов'янська, заслужений машинобудівник УРСР; Жуковський — колишній головний інженер Главхимпромстроя; Пучков Е. Ф. — заст. голови правління ВАТ «Донбасспромхиммонтаж», заслужений будівельник; Панасенко В. М. — директор АИЗа; Арапетов В. С. — заст. директора АИЗа; Гармаш А. Н. — директор з будівництва та побуті ПАТ «Концерн Стирол»; Мизяк Л.Л — Генеральний директор «ПАТ „Концерн Стирол“»; Товажнянський Л. Л. — ректор НТУ «Харківський політехнічний інститут», начальник Сіверсько-Донецького басейнового управління водних ресурсів та почесний громадянин Слов'янська Антоненко В.Є.